# Therm (Einheit)
Therm (Einheitenzeichen: thm) ist eine angloamerikanische Maßeinheit für die physikalische Größe Energie bzw. Wärmemenge. Sie ist von der British thermal unit (BTU) abgeleitet:
1 thm = 100.000 BTU = 105,5056 × 106 Joule
Ein Therm entspricht etwa 29,3 kWh. Die Einheit wird vor allem im Bereich der internationalen Erdgas-Industrie verwendet, wo Öleinheiten (toe, boe) weniger üblich sind.